# Mark Rivera

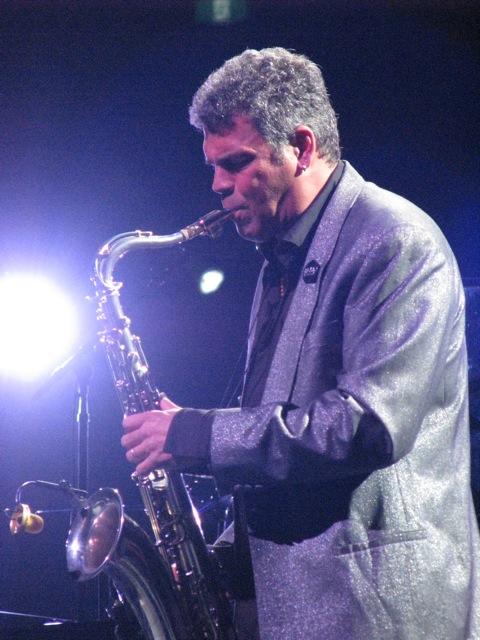
Mark Rivera (2008)

Mark Rivera (* 24. Mai 1953 in Brooklyn, New York) ist ein US-amerikanischer Musikregisseur, Event-Manager und Rockmusiker, der vor allem als langjähriger Saxophonist und Keyboarder von Billy Joel bekannt wurde.

## Karriere
Rivera besuchte die Fiorello H. LaGuardia High School in Manhattan. Neben Saxophon und Keyboard erlernte er zudem Gitarre, Schlaginstrument und Gesang. 1972 ging Rivera mit dem Soul-Duo Sam & Dave auf Tournee. Seine ersten Aufnahmen hatte Rivera Mitte der 1970er Jahre mit der Band Tycoon. Bei diesem Projekt lernte der Musiker den Produzenten Robert Lange kennen, der unter anderem Mick Jones und Lou Gramm von der Band Foreigner unter Vertrag hatte. Ab 1980 arbeitete Rivera schließlich mit Foreigner zusammen, 1982 schloss er sich der Begleitband von Billy Joel an, der er seitdem angehört.
Außerdem arbeitete Rivera im Laufe der Jahre als Studiomusiker für Hall & Oates, Simon and Garfunkel, John Lennon, Billy Ocean, Joe Walsh, Kurtis Blow und Peter Gabriel, auf dessen wegweisenden Album So, wo er die Bläsersätze für Sledgehammer und Big Time arrangierte und auch selber mitspielte. 1995 schloss sich Rivera Ringo Starrs All Starr Band Tour an. Im selben Jahr wurde er zudem  Musikregisseur von Ringo Starr, später auch von Billy Joel und Elton John. Sein Unternehmen, die Mark Rivera Entertainment Group organisiert außerdem Veranstaltungen für Firmen wie HBO, IBM, Merrill Lynch, AT&T oder Northwest Airlines. Mittlerweile spielt Rivera in der Ringo Starr Allstar Band mit Ringo Starr, Gregg Bissionette, Steve Lukather, Richard Page und anderen zusammen. Im Jahr 2014 veröffentlichte er sein erstes eigenes Album.

## Diskografie
- 2014 Common Bond, Red River Entertainment[5]